# Beaulon
Beaulon és un municipi francès, situat al departament de l'Alier i a la regió d'Alvèrnia-Roine-Alps. L'any 2007 tenia 1.606 habitants.

## Demografia

### Població
El 2007 la població de fet de Beaulon era de 1.606 persones. Hi havia 690 famílies de les quals 212 eren unipersonals (108 homes vivint sols i 104 dones vivint soles), 223 parelles sense fills, 191 parelles amb fills i 64 famílies monoparentals amb fills.
La població ha evolucionat segons el següent gràfic:
Habitants censats

### Habitatges
El 2007 hi havia 845 habitatges, 715 eren l'habitatge principal de la família, 53 eren segones residències i 77 estaven desocupats. 815 eren cases i 27 eren apartaments. Dels 715 habitatges principals, 536 estaven ocupats pels seus propietaris, 168 estaven llogats i ocupats pels llogaters i 11 estaven cedits a títol gratuït; 26 tenien dues cambres, 120 en tenien tres, 237 en tenien quatre i 333 en tenien cinc o més. 453 habitatges disposaven pel capbaix d'una plaça de pàrquing. A 346 habitatges hi havia un automòbil i a 296 n'hi havia dos o més.

### Piràmide de població
La piràmide de població per edats i sexe el 2009 era:
| Homes | Edats   | Dones |
| ----- | ------- | ----- |
| 0     | 95 o +  | 4     |
| 8     | 90 a 94 | 12    |
| 12    | 85 a 89 | 12    |
| 8     | 80 a 84 | 12    |
| 40    | 75 a 79 | 48    |
| 24    | 70 a 74 | 40    |
| 64    | 65 a 69 | 52    |
| 52    | 60 a 64 | 64    |
| 60    | 55 a 59 | 52    |
| 68    | 50 a 54 | 64    |
| 52    | 45 a 49 | 72    |
| 44    | 40 a 44 | 40    |
| 52    | 35 a 39 | 52    |
| 48    | 30 a 34 | 36    |
| 48    | 25 a 29 | 52    |
| 40    | 20 a 24 | 32    |
| 52    | 15 a 19 | 28    |
| 64    | 10 a 14 | 48    |
| 20    | 5 a 9   | 16    |
| 28    | 0 a 4   | 24    |

## Economia
El 2007 la població en edat de treballar era de 985 persones, 697 eren actives i 288 eren inactives. De les 697 persones actives 653 estaven ocupades (369 homes i 284 dones) i 44 estaven aturades (15 homes i 29 dones). De les 288 persones inactives 122 estaven jubilades, 48 estaven estudiant i 118 estaven classificades com a «altres inactius».

### Ingressos
El 2009 a Beaulon hi havia 746 unitats fiscals que integraven 1.673,5 persones, la mediana anual d'ingressos fiscals per persona era de 15.934 €.

### Activitats econòmiques
Dels 63 establiments que hi havia el 2007, 1 era d'una empresa extractiva, 1 d'una empresa alimentària, 2 d'empreses de fabricació d'altres productes industrials, 11 d'empreses de construcció, 17 d'empreses de comerç i reparació d'automòbils, 2 d'empreses de transport, 4 d'empreses d'hostatgeria i restauració, 2 d'empreses financeres, 1 d'una empresa immobiliària, 6 d'empreses de serveis, 8 d'entitats de l'administració pública i 8 d'empreses classificades com a «altres activitats de serveis».
Dels 18 establiments de servei als particulars que hi havia el 2009, 1 era una oficina de correu, 1 una oficina bancària, 3 tallers de reparació d'automòbils i de material agrícola, 2 paletes, 1 guixaire pintor, 2 fusteries, 3 electricistes, 2 perruqueries, 2 restaurants i 1 tintoreria.
Dels 7 establiments comercials que hi havia el 2009, 3 eren botiges de menys de 120 m², 1 una fleca, 1 una carnisseria, 1 una llibreria i 1 una floristeria.
L'any 2000 a Beaulon hi havia 47 explotacions agrícoles que ocupaven un total de 3.782 hectàrees.

## Equipaments sanitaris i escolars
L'únic equipament sanitari que hi havia el 2009 era una farmàcia.
El 2009 hi havia 1 escola maternal i 2 escoles elementals.

## Poblacions més properes
El següent diagrama mostra les poblacions més properes.